# Dorflinde in Harbach

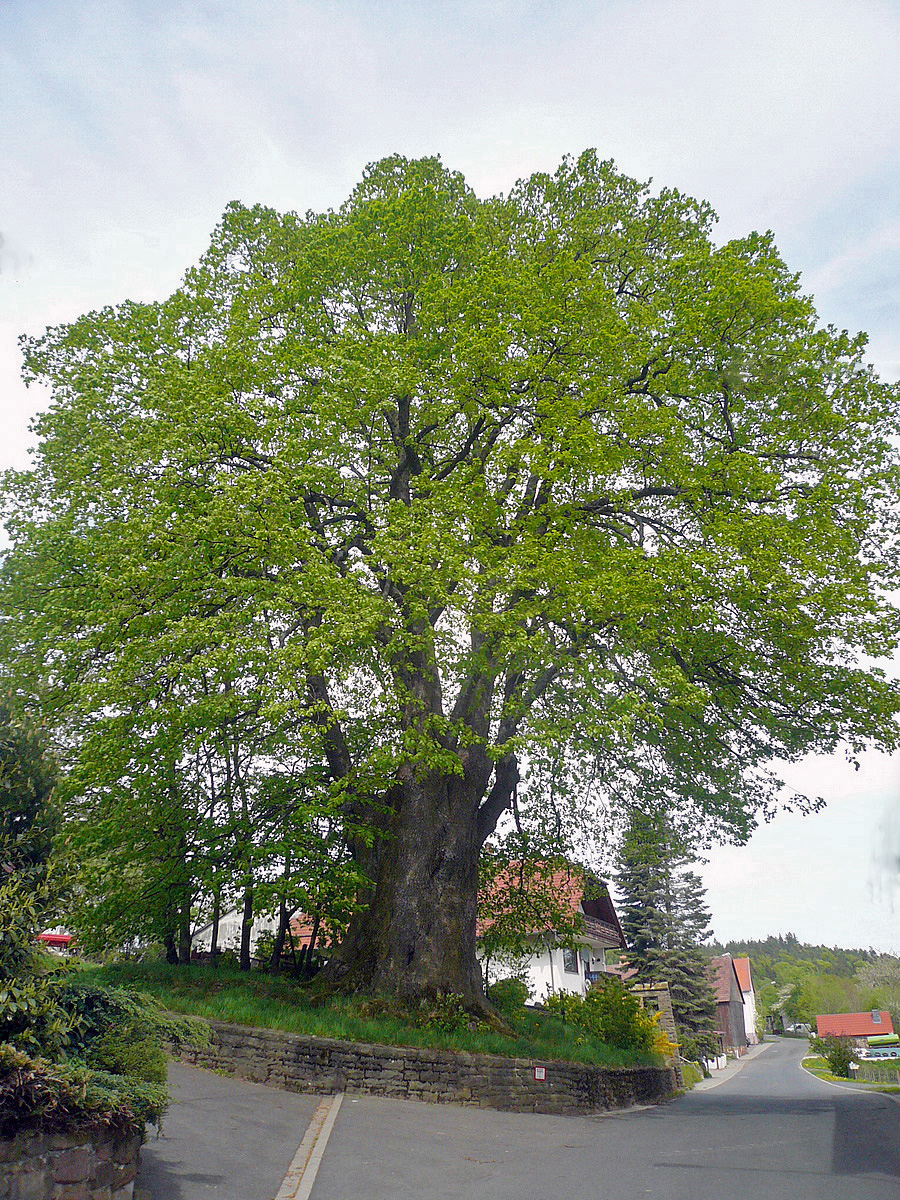
Gesamtansicht

Die Dorflinde in Harbach steht in der Gemeinde Harbach, einem Ortsteil von Hilders, im Landkreis Fulda in der hessischen Rhön und ist ein Naturdenkmal. Die Sommer-Linde (Tilia platyphyllos) befindet sich etwa auf 540 Meter über Normalnull auf einer kleinen, erhöhten, an zwei Seiten in Mauern gefassten und geneigten Wiese zwischen zwei sich kreuzenden Dorfstraßen. Bei der Unteren Naturschutzbehörde des Landkreises Fulda ist die Linde mit der Kennnummer 6.31.402 und der Bezeichnung Dorflinde in Harbach als Naturdenkmal gelistet.

## Beschreibung

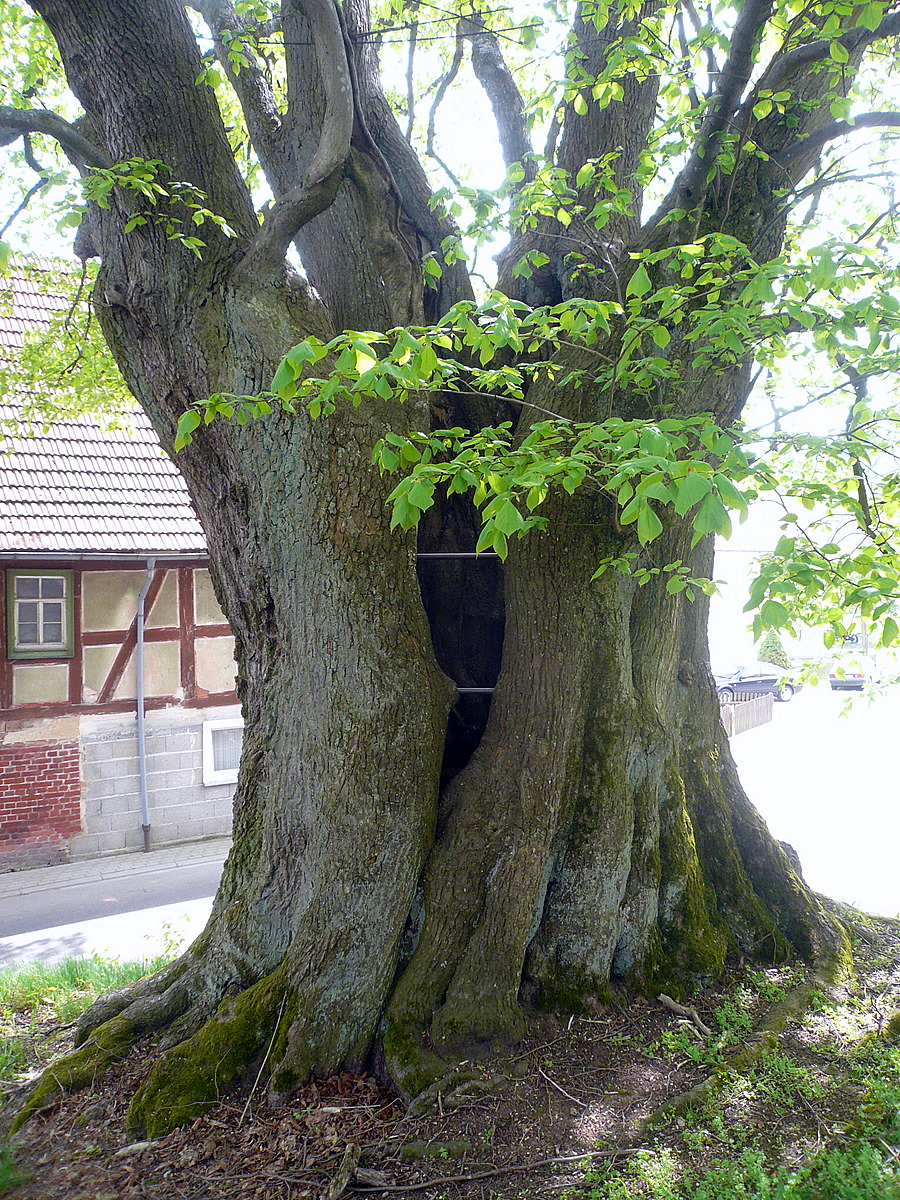
Geöffneter Stamm

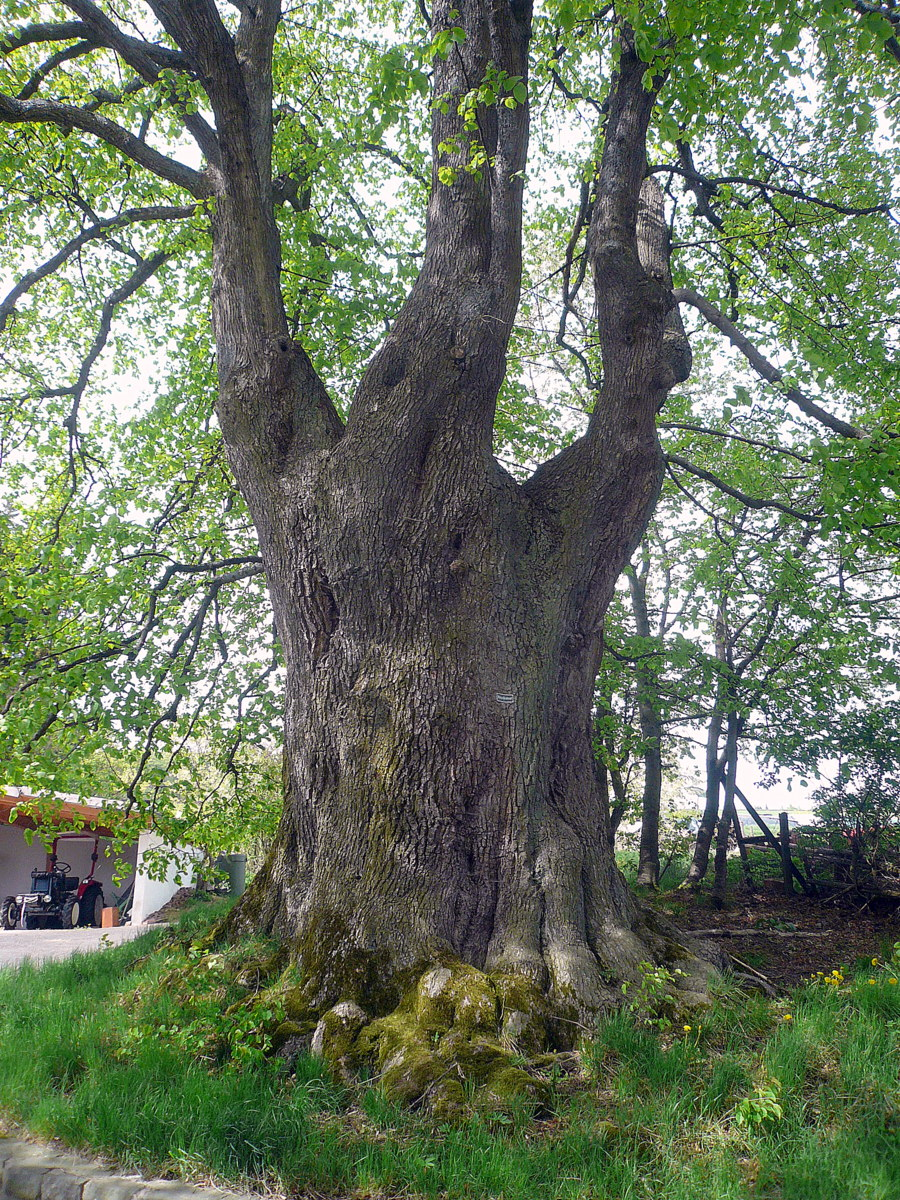
Stammansicht

Der Stamm ist hohl und bis auf eine kleine, spaltartige Öffnung geschlossen. Zum Boden hin läuft er breit aus und ist bemoost. Oben ist der Stamm völlig offen mit außenliegenden Ästen, die die Krone bilden. Vor längerer Zeit ist die Linde in fünf Meter Höhe vermutlich abgebrochen, danach hat sie sich durch viele Stammaufwüchse regeneriert. Im Hohlraum treiben Schösslinge nach oben. Nach Überlieferungen wurde die Linde im 19. Jahrhundert geköpft. Die Äste fanden Verwendung als Schnittholz und wurden zu Holzgefäßen und Trögen verarbeitet. Die Holzmenge soll 20 Festmeter umfasst haben. Die Linde befindet sich in einem guten Zustand mit nur geringen Anteilen von Totholz in der Krone. Die runde Krone sitzt in etwa vier Meter Höhe auf dem Stamm. Die Äste der Linde werden durch mehrere Stahlseile zusammengehalten.
Das Alter der Linde wird auf 400 bis 800 Jahre geschätzt. Da das älteste Holz aus dem Zentrum des Stammes fehlt, ist weder eine Jahresringzählung noch eine Radiokohlenstoffdatierung möglich. 1984 hatte der Stamm in 1,3 Meter Höhe einen Umfang von 7,3 und im Jahr 2007 in einem Meter Höhe von 7,8 Metern. Messungen im Jahre 2009 an der Stelle des geringsten Umfanges (Taille) ergaben 7,60 Meter. Der Baum ist 23 Meter hoch und hat eine kugelrunde Krone mit einem Durchmesser von 23 Metern.